# Ränntjärnen, Dalarna
Ränntjärnen är en sjö i Ludvika kommun i Dalarna och ingår i Norrströms huvudavrinningsområde.